# 휘파람새
휘파람새(Horornis borealis)는 참새목 휘파람새과에 속하는 종이다. 중국과 홍콩, 한국, 라오스, 필리핀, 러시아, 태국 그리고 베트남에서 발견된다. 한국에는 여름철새로 날아온다. 휘파람새라는 이름은 휘파람소리를 내며 울기 때문에 붙은 이름이다. 한반도 중남부 이남에서 번식하는 섬휘파람새(Horornis diphone)와는 구별된다.

## 둥지
휘파람새는 둥지를 중심으로 여러 곳을 돌아다니며 먹이를 찾지만, 높은 곳이나 먼 곳으로는 좀처럼 날아가지 않는다. 휘파람새는 둥지를 풀밭이나 산에 짓거나, 대나무가 있는 곳에 짓는다. 높이는 그다지 높은곳에 만들지 않는다. 대략 1.2미터 이하의 나뭇가지나 줄기에 둥지를 마련한다.

## 번식 기간
휘파람새의 번식 기간은 5월에서 8월 사이다. 이 기간 동안 휘파람새는 짝짓기가 끝나고 나면 한 배에 4~6개의 알을 낳는다. 알은 양 2주 정도 품고 있으면 새끼가 나온다. 어미새는 아기새에게 주로 나비, 파리, 벌, 매미 등의 곤충과 애벌레 등을 먹이로 준다.

## 생김새
휘파람새는 몸 길이가 수컷이 암컷보다 조금 더 크다. 몸은 전체적으로 옅은 갈색을 띠며, 윗면이 회갈색, 아랫면이 회백색이다. 눈썹 위에 흐릿한 회백색의 선이 선명하다. 옅은 적갈색의 꽁지깃이 길게 나와 있다. 색깔만으로는 암컷과 수컷의 구별이 어렵지만 크기로는 쉽게 구별할 수 있다. 휘파람새는 혼자 또는 암수가 함께 살아서, 무리를 이루지는 않는다. 또 일정한 세력권이 있지만 아주 좁은 지역을 차지하고 있기 때문에 한 지역에서도 여러 마리의 수컷을 볼 수 있다. 주로 나무 위에서 생활하며, 나무 꼭대기까지는 올라가지 않는다. 낮은 나무나 덤불 사이에서 곤충류를 잡아먹고 산다.